# 효명황후 (북송)
효명황후 왕씨(孝明皇后 王氏, 942년 ~ 963년 12월 24일(음력 12월 6일))는 북송을 건국한 태조(太祖) 조광윤(趙匡胤)의 황후이다.

## 생애
효명황후는 빈주(邠州) 신평(新平) 출신이며, 장덕군절도사(彰德軍節度使) 왕요(王饒)의 셋째 딸로 태어났다.
958년(현덕 5년), 조광윤의 정처인 하씨(효혜황후)가 죽자 조광윤의 계실이 되었다. 왕씨는 공손하고 부지런하며, 인자한 성품을 지녔는데 후주의 세종이 관피를 하사하고 낭야군부인(琅邪郡夫人)으로 봉하였다.
태조 조광윤이 즉위하고 960년(건륭 원년) 8월, 왕씨는 황후로 책봉되었다. 그녀는 편복 차림으로 황제의 수라를 챙기고 악기를 잘 연주하였으며, 아침에 일어나면 불서를 읽었다. 또한 시어머니인 두태후를 지극정성으로 섬겼다. 조광윤과의 사이에서 3명의 자녀를 두었으나 요절하였다.
963년(건덕 원년) 12월 붕어하였다. 한림학사 두의(竇儀)가 애책문을 지었으며, 다음해에 안릉 북쪽에 매장하고 신주를 별묘에 봉안하였다. 977년(태평흥국 2년), 태묘에 합사되었다.

## 가족 관계

### 부모
- 부 : 왕요(王饒)
- 모 : 미상

### 남편
- 태조(太祖, 927년 ~ 976년) : 북송의 초대 황제

### 자녀
- 진강혜왕(秦康惠王) 조덕방(趙德芳, 959년 ~ 981년)